# Магнитна аномалия
Магнитната аномалия е отклонението на значението на магнитното поле на повърхността на Земята от неговите нормални значения, т.е. значенията които характеризират геомагнитното поле на територии съществено превишаващи територията на разпространението на магнитното поле. На картите магнитната аномалия се изобразява с помощта на линии, съединяващи точки с еднакво значение на които и да са елементи на земния магнетизъм (склонение – изогони, наклонение – изоклини, напрежението на една от съставящите или пълния вектор – изодинами).

## Причини за магнитните аномалии
Магнитните аномалии се дължат на различни причини, като:
- нееднородности в скалния състав на дълбоките слоеве на планетата;
- магнитно смущаващи маси в горните части на земната кора;
- магнитни влияния, свързани с външни причини;
- магнитни вариации, дължащи се главно на Слънцето и междупланетната среда;

## Видове магнитни аномалии
В зависимост от големината на обхванатата територия магнитните аномалии се поделят на континентални, регионални и локални:
- Континентални магнитни аномалии – те се разпространяват на площ от 10 000 до 100 000 km². За тях нормалното поле се явява еднородното земно магнитно поле (диполно поле). Спрямо съвременните представи, двете полета са свързани с особеностите на движенията на веществата в ядрото на Земята, т.е. влизат в главното геомагнитно поле. Най-големите континентални магнитни аномалии се регистрират в Източен Сибир и в района на Малайския архипелаг.[1]
- Регионални магнитни аномалии – те обхващат площ от 1000 до 10 000 km² и са предизвикани от особеностите в строежа на земната кора (предимно кристалинния фундамент) и се открояват на фона на главното геомагнитно поле (диполното поле + континенталните магнитни аномалии). Проявяват се в Сибирската и Източноевропейската платформи и в други райони.[1]
- Локални магнитни аномалии – те обхващат територии от няколко m² до стотици km² и се предизвикват от нееднородния строеж на горните части на земната кора или особеностите на намагнетизирането на скалите (например при удари от мълнии). Много често локалните магнитни аномалии са свързани със залежите на полезни изкопаеми, поради което тяхното изучаване с помощта на магнитно разузнаване има голямо практическо значение. Най интензивни локални магнитни аномалии се наблюдават в области с находища на железни руди и други желязосъдържащи скали. Например, Криворожката и Курската магнитни аномалии определят залежите с железисти кварцити, магнитните аномалии в района на планината Магнитка в Урал и в района на шведския град Кирунавара са свързани с находищата на магнетит.[1]